# Richard Bradley (botanico)
Richard Bradley (Regno Unito, 1688 – Cambridge, 5 novembre 1732) è stato un naturalista e botanico inglese.
Pubblicò importanti opere su ecologia, orticoltura e storia naturale.

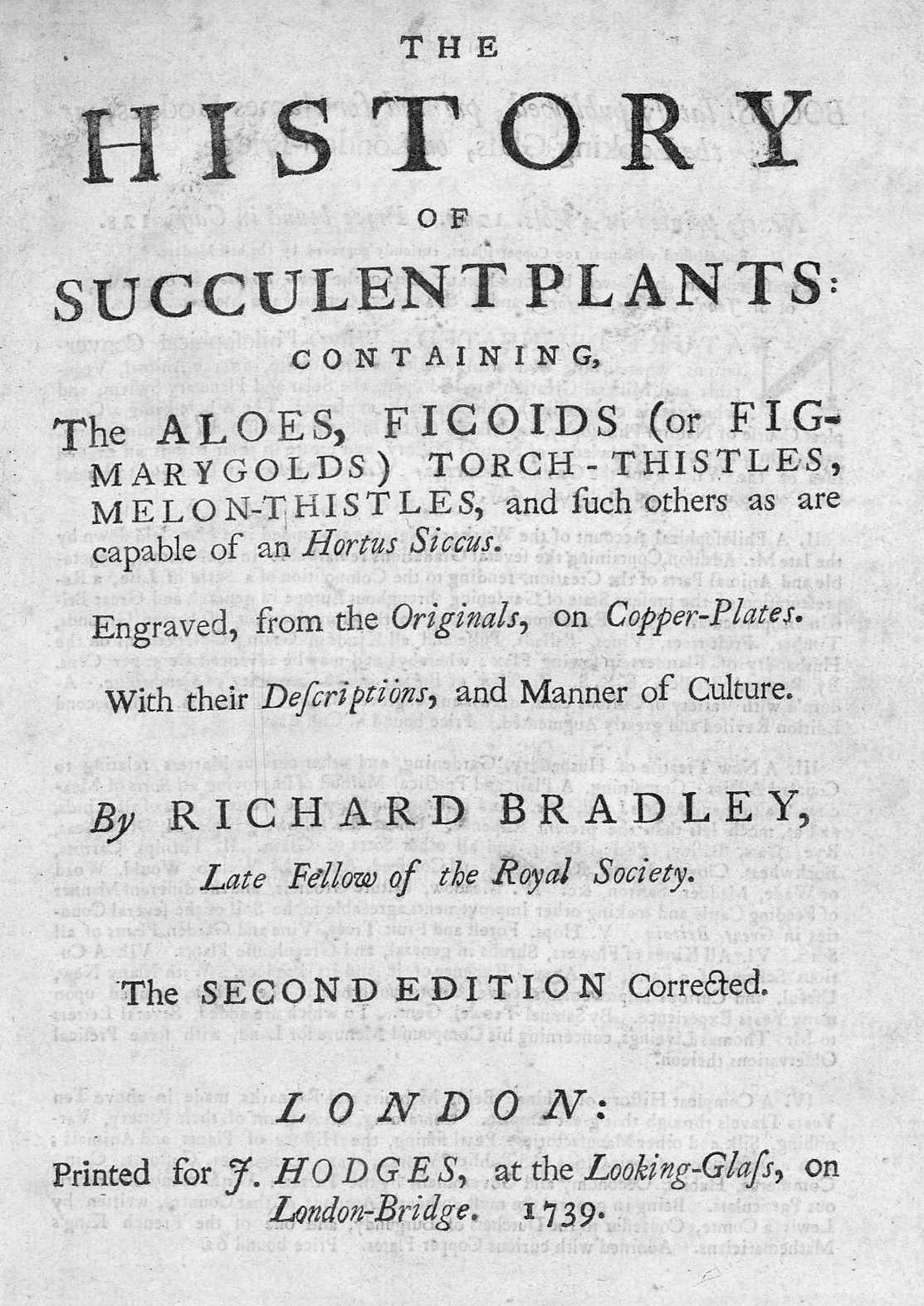
The History of succulent plants, 1739

## Biografia
Poco si sa dell'infanzia di Bradley a parte un precoce interesse per il giardinaggio e il fatto che viveva nelle vicinanze di Londra, una città all'epoca con molti naturalisti dilettanti. Sebbene Bradley non avesse un'istruzione universitaria, la sua prima pubblicazione, Treatise of Succulent Plants, gli fece guadagnare popolarità con influenti mecenati come James Petiver e più tardi Hans Sloane. Con il loro sostegno, fu proposto ed eletto nel 1712, all'età di 24 anni, Fellow della Royal Society.
Nel 1714 Bradley visitò i Paesi Bassi e si interessò all'orticoltura. Trascorse il decennio successivo in Inghilterra a scrivere trattati su argomenti naturalistici, come il clima, i fertilizzanti, la produttività e l'ibridazione delle piante. In riconoscimento del suo lavoro sul campo e con la promessa - poi non mantenuta - che avrebbe fondato e finanziato un giardino botanico universitario, l'Università di Cambridge nominò nel 1724 Bradley suo primo professore di botanica, una posizione che avrebbe ricoperto fino alla sua morte. Poiché Bradley non era un uomo ricco, e poiché si trattava di una posizione non molto salariata, l'accademico di nuova costituzione continuò a concentrare la maggior parte dei suoi sforzi sul guadagnarsi da vivere con l'editoria. Secondo il suo rivale e successore John Martyn, così come l'altro suo successore, il figlio Thomas Martyn, Bradley lo fece a spese dei suoi studenti, ai quali si dice abbia trascurato persino di tenere lezioni.
Bradley fece notevoli innovazioni e scoperte in una vasta gamma di discipline. Ad esempio, il saggio New Improvements of Planting and Gardening includeva indicazioni per la realizzazione e l'uso di un caleidoscopio rudimentale per aiutare nella progettazione e nella disposizione del giardino formale.
Scrisse anche di cucina e fu il primo a pubblicare ricette in lingua inglese utilizzando l'allora esotico ananas come ingrediente principale. La sua History of Succulent plants fu il trattato seminale sull'argomento, e i suoi studi sui tulipani e sulle auricole aiutarono ulteriori teorie accurate sulla riproduzione delle piante. Bradley fu anche un pioniere nell'esame della germinazione delle spore fungine e dell'impollinazione delle piante da parte degli insetti. Le sue pubblicazioni contenevano inoltre informazioni su come costruire e utilizzare le serre, prime teorie sulla produttività agricola e sull'ecologia dei laghetti.
L'opera più duratura di Richard Bradley potrebbe essere nello studio delle malattie infettive. Quando molti scienziati erano ancora attaccati agli ideali della filosofia meccanica, Bradley si rivolse a studi ed esperimenti empirici per il suo lavoro. Sebbene diffusa in una manciata di suoi documenti, quando presi insieme, emerge una teoria biologica unificata delle malattie infettive che abbracciano tutta la vita: dalle piante, dagli animali fino all'uomo.

## Opere
- Treatise of Succulent Plants, 1710.
  - (EN) The History of succulent plants, London, James Hodges, 1739.
- New Improvements of Planting and Gardening, 1719–1720.[7]
- A Philosophical Account of the Works of Natur, 1721.[8]
- The Plague at Marseilles Considered, 1721.[9]
- A General Treatise of Husbandry and Gardening, 1721-1723.[10] (apparso in quindici numeri e successivamente raccolto in tre volumi dal 1721 al 1724)
- Ten Practical Discourses Concerning Earth and Water, Fire and Air, as They Relate to the Growth of Plants, 1727.[11]
- The Country Housewife and Lady's Director, c.1727.[12]
- A Course of Lectures upon the Materia Medica, Ancient and Modern, 1730.[13]